# Liste der Bodendenkmäler in Mühldorf am Inn
Auf dieser Seite sind die Bodendenkmäler in der oberbayerischen Gemeinde Mühldorf am Inn zusammengestellt. Diese Tabelle ist eine Teilliste der Liste der Bodendenkmäler in Bayern. Grundlage ist die Bayerische Denkmalliste, die auf Basis des Bayerischen Denkmalschutzgesetzes vom 1. Oktober 1973 erstmals erstellt wurde und seither durch das Bayerische Landesamt für Denkmalpflege geführt wird. Die folgenden Angaben ersetzen nicht die rechtsverbindliche Auskunft der Denkmalschutzbehörde.

## Bodendenkmäler der Gemeinde Mühldorf am Inn

### Bodendenkmäler in der Gemarkung Altmühldorf
| Lage                   | Objekt | Akten-Nr.     | Bild |
| ---------------------- | --- | ------------- | ---- |
| Altmühldorf (Standort) | Straße der römischen Kaiserzeit (Teilstück der Trasse Augsburg-Wels).                                                                                                  | D-1-7740-0025 |      |
| Altmühldorf (Standort) | Abgegangene Kirche des späten Mittelalters und der frühen Neuzeit (St. Rupertus im Tal) mit aufgelassenem Friedhof.                                                    | D-1-7740-0048 |      |
| Altmühldorf (Standort) | Verebnetes Grabenwerk vor- und frühgeschichtlicher Zeitstellung. | D-1-7740-0059 |      |
| Altmühldorf (Standort) | Siedlung vor- und frühgeschichtlicher Zeitstellung. | D-1-7740-0065 |      |
| Altmühldorf (Standort) | Untertägige spätmittelalterliche und frühneuzeitliche Befunde im Bereich der Katholischen Pfarrkirche St. Laurentius in Altmühldorf.                                   | D-1-7740-0230 |      |
| Altmühldorf (Standort) | Untertägige frühneuzeitliche Befunde im Bereich der Katholischen Wallfahrtskirche St. Salvator in Ecksberg.                                                            | D-1-7740-0231 |      |
| Altmühldorf (Standort) | Untertägige Teile von Lager und Betriebsgelände sowie der zugehörigen Versorgungseinrichtungen des ehemaligen Rüstungswerks Mühldorfer Hart (1944–1945).               | D-1-7740-0259 |      |
| Altmühldorf (Standort) | Obertägige und untertägige Teile von Zwangsarbeiterlagern (Waldlager I, II und III) sowie eines Küchenlagers des ehemaligen Rüstungswerks Mühldorfer Hart (1944–1945). | D-1-7740-0264 |      |

### Bodendenkmäler in der Gemarkung Hart
| Lage            | Objekt | Akten-Nr.     | Bild |
| --------------- | --- | ------------- | ---- |
| Hart (Standort) | Siedlung vor- und frühgeschichtlicher Zeitstellung.                                                           | D-1-7741-0121 |      |
| Hart (Standort) | Straße der römischen Kaiserzeit mit begleitenden Materialentnahmegruben (Teilstück der Trasse Augsburg-Wels). | D-1-7741-0269 |      |

### Bodendenkmäler in der Gemarkung Mößling
| Lage               | Objekt | Akten-Nr.     | Bild |
| ------------------ | --- | ------------- | ---- |
| Mößling (Standort) | Viereckschanze der späten Latènezeit sowie Körpergräber des frühen Mittelalters.                                                     | D-1-7741-0054 |      |
| Mößling (Standort) | Verebnete Grabhügel vorgeschichtlicher Zeitstellung.                                                                                 | D-1-7741-0105 |      |
| Mößling (Standort) | Verebnete Grabhügel vorgeschichtlicher Zeitstellung.                                                                                 | D-1-7741-0107 |      |
| Mößling (Standort) | Untertägige spätmittelalterliche und frühneuzeitliche Befunde im Bereich der Katholischen Pfarrkirche Mariae Himmelfahrt in Mößling. | D-1-7741-0234 |      |

### Bodendenkmäler in der Gemarkung Mühldorf a.Inn
| Lage                      | Objekt | Akten-Nr.     | Bild |
| ------------------------- | --- | ------------- | ---- |
| Mühldorf a.Inn (Standort) | Siedlung vorgeschichtlicher Zeitstellung. | D-1-7741-0096 |      |
| Mühldorf a.Inn (Standort) | Untertägige mittelalterliche und frühneuzeitliche Siedlungsteile der historischen Altstadt von Mühldorf a.Inn. | D-1-7741-0120 |      |
| Mühldorf a.Inn (Standort) | Untertägige mittelalterliche und frühneuzeitliche Befunde im Bereich der Katholischen Filialkirche St. Katharina in Mühldorf a. Inn und ihres Vorgängerbaus mit aufgelassenem Pestfriedhof.                                                     | D-1-7741-0190 |      |
| Mühldorf a.Inn (Standort) | Abgegangene Kirche des späten Mittelalters und der frühen Neuzeit (Frauenkirche). | D-1-7741-0230 |      |
| Mühldorf a.Inn (Standort) | Siedlung vor- und frühgeschichtlicher Zeitstellung. | D-1-7741-0232 |      |
| Mühldorf a.Inn (Standort) | Burgstall des hohen und späten Mittelalters (Vogtturm) sowie untertägige frühneuzeitliche Befunde im Bereich des Pflegschlosses in der Katharinen-Vorstadt von Mühldorf a.Inn.                                                                  | D-1-7741-0235 |      |
| Mühldorf a.Inn (Standort) | Untertägige mittelalterliche und frühneuzeitliche Befunde im Bereich der Katholischen Stadtpfarrkirche St. Nikolaus in Mühldorf a. Inn und ihrer Vorgängerbauten mit aufgelassenem Friedhof und ehemalige Karnerkapelle St. Johannes Baptist.   | D-1-7741-0236 |      |
| Mühldorf a.Inn (Standort) | Untertägige mittelalterliche und frühneuzeitliche Befunde im Bereich der Stadtbefestigung von Mühldorf a.Inn mit Stadtmauer und -toren sowie vorgelagerten Wallanlagen, Erd- und Wassergräben.                                                  | D-1-7741-0238 |      |
| Mühldorf a.Inn (Standort) | Untertägige spätmittelalterliche und frühneuzeitliche Siedlungsteile der Katharinen-Vorstadt von Mühldorf a. Inn mit abgegangenem Stadttor (Bergtor bzw. Fleischtor).                                                                           | D-1-7741-0239 |      |
| Mühldorf a.Inn (Standort) | Untertägige spätmittelalterliche und frühneuzeitliche Siedlungsteile der Hl.-Geist-Vorstadt von Mühldorf a. Inn mit abgegangenem Stadttor. | D-1-7741-0240 |      |
| Mühldorf a.Inn (Standort) | Untertägige spätmittelalterliche und frühneuzeitliche Befunde im Bereich des Hl.-Geist-Spitals in Mühldorf a. Inn und seiner Vorgängerbauten mit abgegangener Spitalkirche Hl. Geist.                                                           | D-1-7741-0265 |      |
| Mühldorf a.Inn (Standort) | Abgegangene Kirche des Mittelalters und der frühen Neuzeit (St. Magdalena) mit ehemalige Augustiner-Eremiten-Niederlassung und Salzburger Klosterhof.                                                                                           | D-1-7741-0266 |      |
| Mühldorf a.Inn (Standort) | Untertägige frühneuzeitliche Befunde im Bereich des ehemaligen Kapuzinerklosters und der Katholischen Frauenkirche (ehemalige Klosterkirche) in Mühldorf a. Inn sowie der mittelalterlich-frühneuzeitlichen innerstädtischen Vorgängerbebauung. | D-1-7741-0267 |      |